# Lad det klinge sødt i sky
Lad det klinge sødt i sky er en julesalme, der har sin oprindelse i den latinske Resonet in laudibus.
Den danske tekst er en oversættelse af N.F.S. Grundtvig.
Den latinske original går tilbage til 1300-tallet.
Teksten blev oversat flere gange lige efter Reformationen, og en oversættelse af Arvid Pedersen blev optaget i Malmø-salmebogen fra 1529.
Lad det klinge sødt i sky finder man i 1953- og 2002-versionerne af Den Danske Salmebog.
Et firstemmigt arrangement er optrykt i sangbogen Julens Melodier.
En engelsk oversættelse har førstelinjen Let the voice of praise resound. 
Julesalmen er indspillet af blandt andre DR PigeKoret, DR VokalEnsemblet og Ars Nova.

## Reference
1. 1 2  Erik Norman Svendsen (28. december 2002). "Julesalme med nemt omkvæd". Kristeligt Dagblad.
2. ↑  Julens Melodier, side 21.